# De Driehoek (natuurgebied)
De Driehoek is een klein natuurgebied gelegen aan de rand van Utrecht Science park: De Uithof. Het is het enige natuurgebied dat beheerd wordt door studenten van een studievereniging. De Utrechtse Biologen Vereniging (UBV) doet dit met hulp van het ecologisch adviesbureau 'Dactylis' en door bijdragen van de Universiteit Utrecht. Een van de meest bijzondere ecologische aspecten van 'De Driehoek' is de essenhakhoutwal, die al minstens 180 jaar oud is.

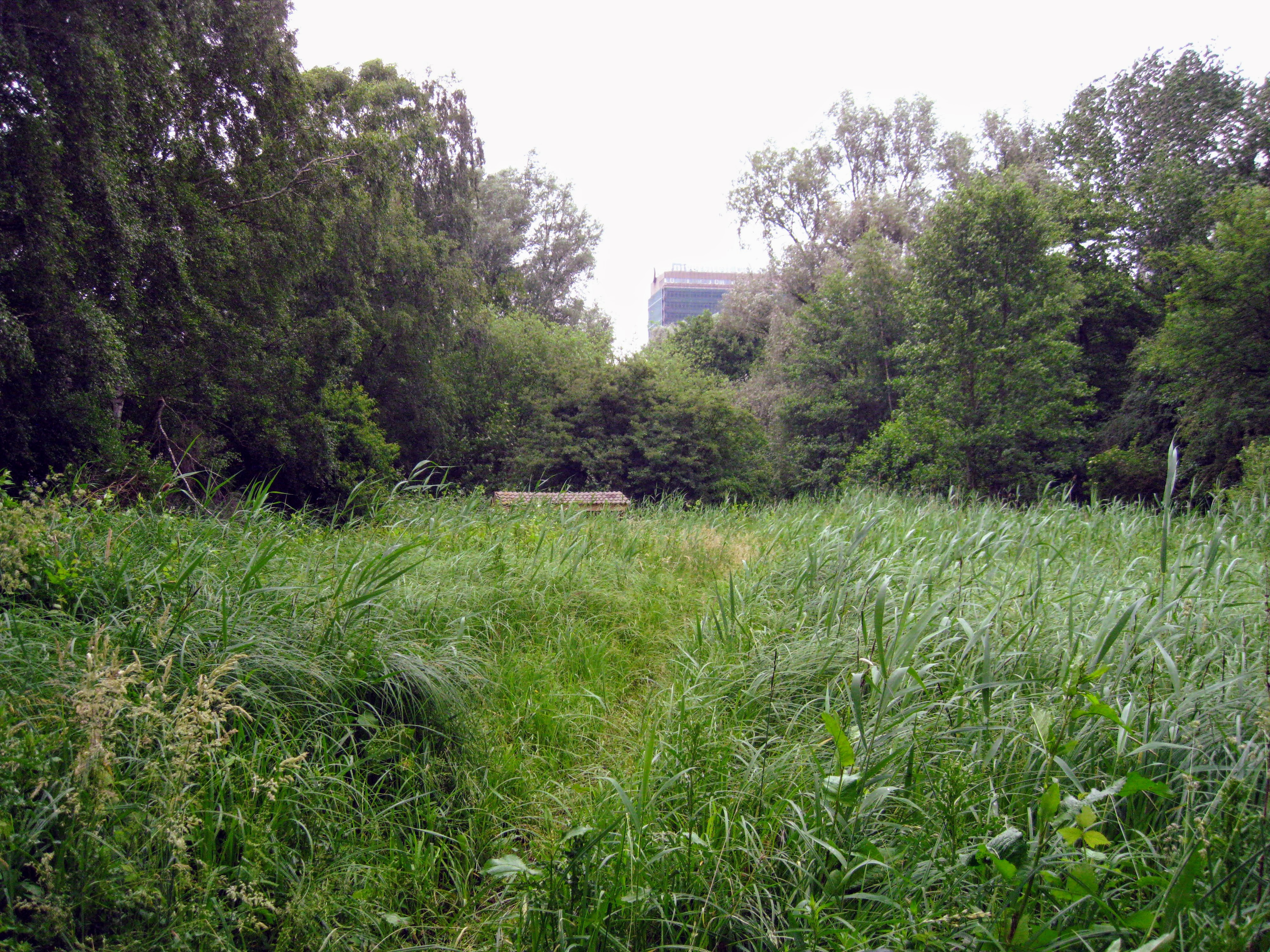
Voorste gras- en bloemen veld van de Driehoek met het natuurlijke looppad erdoorheen

## Gebiedsbeschrijving
Dit op de Uithof in Utrecht gelegen natuurgebied genaamd de driehoek bestaat sinds 1975 en wordt beheerd door leden van de studievereniging UBV. De studenten biologie uit Utrecht worden hierin bijgestaan door ecologisch onderzoeksbureau DACTYLIS en de Universiteit Utrecht.
De locatie van de Driehoek op de Uithof is tussen het laatste deel van de Toulouselaan en direct aan de westzijde van het studentencomplex aan de Cambridgelaan. Onder andere de bouw van dit laatste studentencomplex en het UMC-Utrecht hebben in het verleden het voortbestaan van de Driehoek bedreigd doordat deze locatie gekozen werd als bouwlocatie voor deze gebouwen. Uiteindelijk is door onder andere protest vanuit de UBV voorkomen dat dit ecologisch verbindingsstuk tussen Amelisweerd en de Uithof verloren zou gaan.
De Driehoek bestaat eigenlijk uit twee delen, het noordelijke vijfhoekige deel en de zuidelijke driehoek. De meest bijzondere aspecten van dit natuurgebied zijn de essenhakhoutwal in het oostelijk deel, het actief beheerde bloemrijk hooiland en de amfibieënvijvers. Verder zijn in het noordelijk deel veel boomsoorten, bramen- en brandnetelvelden te vinden die door het beheer onderhouden en ingeperkt worden door meerdere maaidagen per jaar. 

## Geschiedenis

### Eerste jaren
Het ontstaan van dit kleinschalige natuurgebied is terug te voeren op de jaren '70 waarin een aantal leden van de UBV trachtte onder de eigen leden de belangstelling voor natuurbeschermingswerk te vergroten. Een van de voornaamste doelstellingen van deze natuurbeschermingscommissie (NBK) was het creëren van een wilde plantentuin op de Uithof, waarbij zij vooral hun inspiratie haalden uit het in 1974 uitgegeven IVN-boekje ‘wildeplantentuinen’.
Al in augustus 1975 werd dit plan werkelijkheid en kreeg de commissie het terrein naast het toenmalige Didactiekgebouw toegewezen om gedeeltelijk te beheren, met als doel dit in te zetten voor educatieve doeleinden. Met de verhuizing van het Didactiekgebouw naar Utrecht-zuid werd het volledige beheer van de Driehoek in 1976 overgedragen op de UBV.

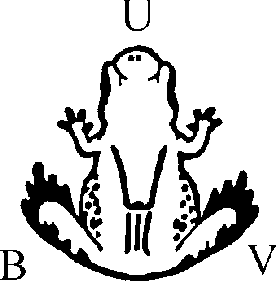
Logo van de beheerder: UBV

### Bedreigingen van De Driehoek
Een van de eerste bedreigingen waar de Driehoek mee geconfronteerd werd, was de bouw van het Academisch Ziekenhuis Utrecht (het tegenwoordige UMC). Dit nieuwe gebouw zou verwezenlijkt moeten worden op de locatie van de Driehoek. Toen de NBK hier lucht van kreeg, werd besloten een tuinverslag te schrijven waarin naar voren moest komen wat de culturele en ecologische waarde van dit stukje land was. Het UMC is uiteindelijk aan de Oostzijde van de Uithof gebouwd, maar het is niet bekend wat het tuinverslag van de NBK hier voor invloed op gehad heeft.
Na deze periode liep het actief beheer van de driehoek door de NBK terug, waarna deze opgeheven werd en het bestuur in handen kwam van de UBV zelf. Aan deze rustige periode waarin weinig met het gebied gedaan werd kwam abrupt een einde in 1993. Het college van Bestuur had besloten dat door het stijgende aantal studenten op de Uithof behoefte was aan nieuwbouw woningen in dit gebied. De tuincommissie die door de UBV aangesteld was om de Driehoek te beheren en te onderhouden kreeg weet van deze plannen en besloot in januari 1994 protest aan te tekenen bij de gemeente Utrecht. Deze protesten werden echter door de gemeente niet gehonoreerd waardoor het bouwplan van de Cambridge-flat toch goedgekeurd werd. Tijdens de algemene ledenvergadering van de UBV op 22 juli 1994 werd echter ingestemd met een plan van de tuincommissie om als vereniging bezwaar aan te tekenen tegen dit besluit. In november 1995 werd toch een bouwvergunning verleend en in maart 1996 werd officieel het bezwaarschrift van de UBV afgewezen. Vooruitlopend op  dit besluit schakelde de UBV een rechtshulpbureau in om bij de Raad van State dit besluit aan te vechten wat zelfs de landelijke media gehaald heeft. Dit beroep werd echter in eerste instantie afgewezen en uiteindelijk niet-ontvankelijk verklaard in 1997. In 1997 is ondanks het afgewezen beroep de Cambridgeflat ten Oosten van de Driehoek gebouwd en werd een gracht gegraven en een meidoornhaag geplaatst, zodat de bewoners van de flat en huisdieren niet het natuurgebied in konden komen. Het graven van deze gracht betekende wel het einde van de openheid van het gebied, dat nu nog maar via één brug aan de zuidkant toegankelijk was. Het schelpenpad dat ooit door het gebied heen gelopen had werd verwaarloosd en verdween uiteindelijk vrijwel compleet samen met de bankjes die er stonden.

### Recent beheer
Met deze bedreiging van de Driehoek achter de rug begon in 2003 weer een enthousiaste werkgroep met het actief beheren van dit natuurgebied om het inmiddels door bramen dichtgegroeide gebied weer wat meer toegankelijk te maken. Ook werden de sloten en de kikkervijver door een aannemer professioneel uitgebaggerd. Dit was de voorgaande jaren met de hand gedaan, maar dit had niet het gewenste resultaat. In de volgende jaren werd beetje bij beetje een visie ontwikkeld over wat er met dit unieke natuurgebied moest gebeuren.
In 2013 werd hier een beslissing over genomen en zette de werkgroep zich in voor het behoud van het natuurgebied als cultuurhistorisch rustgebied voor flora en fauna. Vooral het behoud van de ongeveer 180 jaar oude essenhout hakwal, die vroeger door veel boeren in het gebied gebruikt werd om landbouwgereedschap van te maken en daarnaast nu van enorm genetisch belang is voor de essenpopulatie in Nederland stond centraal.
De meest recente beheerder van de Driehoek: Pim van Caspel, heeft sinds 2015 een wat meer open kijk op het gebruik van het natuurgebied en wil het ook vooral inzetten als activiteiten locatie voor de UBV en onder andere ook voor rondleidingen door het gebied om de originele status als natuurgebied voor educatieve doeleinden weer terug te brengen.

## Ecologie
Het ecologisch belang van dit gebied werd al in 1994 duidelijk door de aanwezigheid van de essenhakhoutwal die nu al zo'n 180 jaar oud is. Deze is dus hiermee een belangrijke bron van genetische diversiteit door de jaren heen. Zeker nu recentelijk een essensterfte plaatsvindt door een schimmelinfectie met Hymenoscyphus fraxineus is deze genetisch oude lijn van essen belangrijk om de diversiteit in Nederland hoog te houden zodat de es een grotere kans maakt om deze bedreiging te doorstaan. Beheerder Pim van Caspel geeft aan dat: ‘momenteel maar één boom in het gebied aangetast lijkt te zijn door deze infectieziekte en dat de rest redelijk goed bestand lijkt te zijn’.
Met deze bomen zou eventueel een kweekprogramma opgezet kunnen worden en deze moeten niet om gezaagd worden. Voor de aangetaste bomen is het beter om deze te kappen en te laten liggen in het gebied zodat deze nutriënten in het gebied blijven. 
Ook andere houtachtige boomsoorten komen in dit gebied voor en zijn van belang als genenbron voor eventuele opkweek en verspreiding naar andere gebieden in Nederland zegt Pim van Caspel.
In het zuidelijk deel van de Driehoek ligt ook een kikkerpoel met verschillende soorten amfibieën waaronder de kamsalamander en enkele kikkersoorten. Ook de in Nederland invasieve exoot Orconectes limosus ofwel de gevlekte rivierkreeft is in dit deel van de Driehoek al gesignaleerd. 
Een van de andere belangrijke ecologische aspecten van het zuidelijk deel is de bloementuin en grasland die een steeds groter wordende diversiteit aan planten bevat. Dit wordt bereikt door gebruik te maken van de 'intermediate disturbance theory', die uit gaat van een maximum van de biodiversiteit in het ecosysteem als een grasland vaak gemaaid wordt.
De Driehoek heeft voor de bouw van de Cambridge Flat een hogere waterstand gekend en had in die tijd een moerasbosje in het noordelijk gedeelte. De bouw heeft deze waterstand echter verlaagd waardoor nu op deze plek een wilgenbos ontstaan is. In dit noordelijk gebied is ook een open vlakte met voornamelijk brandnetels en andere planten die floreren op deze aan nutriënten rijke grond. Omdat al een tijd lang ringslangen gesignaleerd werden in dit gebied is ook een broedhoop voor deze slangen aangelegd zodat deze zeldzame slangensoort in het gebied kan verblijven. In 2017 is hier ook een kleinere amfibieënpoel gegraven om de kamsalamander aan te trekken. Om de verspreiding van de gevlekte rivierkreeft in deze poel tegen te gaan is deze niet diep gegraven zodat deze gedeeltelijk droog kan vallen in de zomer. Dit is echter een experimenteel project omdat uit eerdere onderzoek gebleken is dat de rivierkreeften zich in droge periodes in kunnen graven en zo toch kunnen overleven.
Door deze ecologische epitopen in de Driehoek is dit natuurgebied een belangrijke verbindingszone tussen het grotere natuurgebied van Amelisweerd en de rest van de versnipperde groene delen op de Uithof. 

## Beheer
In 1975 was het beheer van de driehoek in handen van didactiek in de biologie. Destijds heette de Driehoek nog de Vijfhoek. De Driehoek is in handen gekomen van de UBV omdat didactiek verhuisde en het beheer niet meer op zich kon nemen. In 1980 is de UBV bijna uiteengevallen waardoor het beheer van de Driehoek in gevaar kwam. Gelukkig is de UBV er weer bovenop gekomen. In 1980 is er een natuurbeschermingscommissie opgezet die het beheer heeft gedaan. In 2000 is de “werkgroep De Driehoek” opgezet, zodat het bestuur van de UBV het beheer meer in handen kon nemen en er overzicht op had.  
Vanuit de universiteit en parkbeheer is er veel enthousiasme om van de Driehoek een mooi stukje natuur te maken, aangezien natuur en diversiteit op het moment een hot topic is. Het parkbeheer heeft onlangs ook een renovatie van de toegangsbrug uitgevoerd. De werkgroep van de Driehoek zelf bestaat uit ongeveer 15 man, maar er zijn meer dan 40 vrijwilligers die jaarlijks helpen met het onderhouden van het natuurgebied. Ook zijn er jaarlijks momenten ingepland om de kikkervijver uit te baggeren en om het voor en achter veld te maaien.
Hiernaast zijn er plannen om de essenhakhoutwal op te knappen. Het beheer probeert dit te bereiken door nieuwe essen te planten, die vervolgens weer dienen ter renovatie van de essenhakhoutwal. Een belangrijk doel dat ook gesteld wordt is het verkrijgen van een zo’n hoog mogelijke biodiversiteit op het voorterrein. Dit gebeurt door jaarlijkse maaiacties, zodat er geen sprake zal zijn van een climaxstadium.
Het achterterrein is een belangrijke plek voor de UBV leden waar activiteiten plaats kunnen vinden, zodat er een hogere verbinding is tussen student en natuur. Bovendien is er onlangs een amfibieënvijver gegraven, waar hopelijk verscheidene amfibieën uit nabijgelegen gebieden in komen, zoals de kamsalamander. Een probleem hierbij is dat de oevers rondom het gebied vrij steil zijn, waardoor migratie moeilijk is voor amfibieën. Gelukkig zijn er plannen voor een natuurlijker verloop van de oever, waardoor migratie rondom de Driehoek vergemakkelijkt wordt. 
Hiernaast is in 2017 een broedplek gecreëerd voor de ringslang. Deze is al een tijd niet meer in het gebied gesignaleerd, en de hoop is dat hij weer z’n intrek neemt in de Driehoek.

## Noemenswaardige soorten in dit gebied
- Kamsalamander (Triturus cristatus)
- Gewone Europese es (Fraxinus excelsior)
- Gevlekte ringslang (Natrix helvetica)
- Bruine korenbout (Libellula fulva)
- Brede wespenorchis (Epipactis helleborine)
- Gevlekte rivierkreeft (Orconectes limosus)

## Afbeeldingen

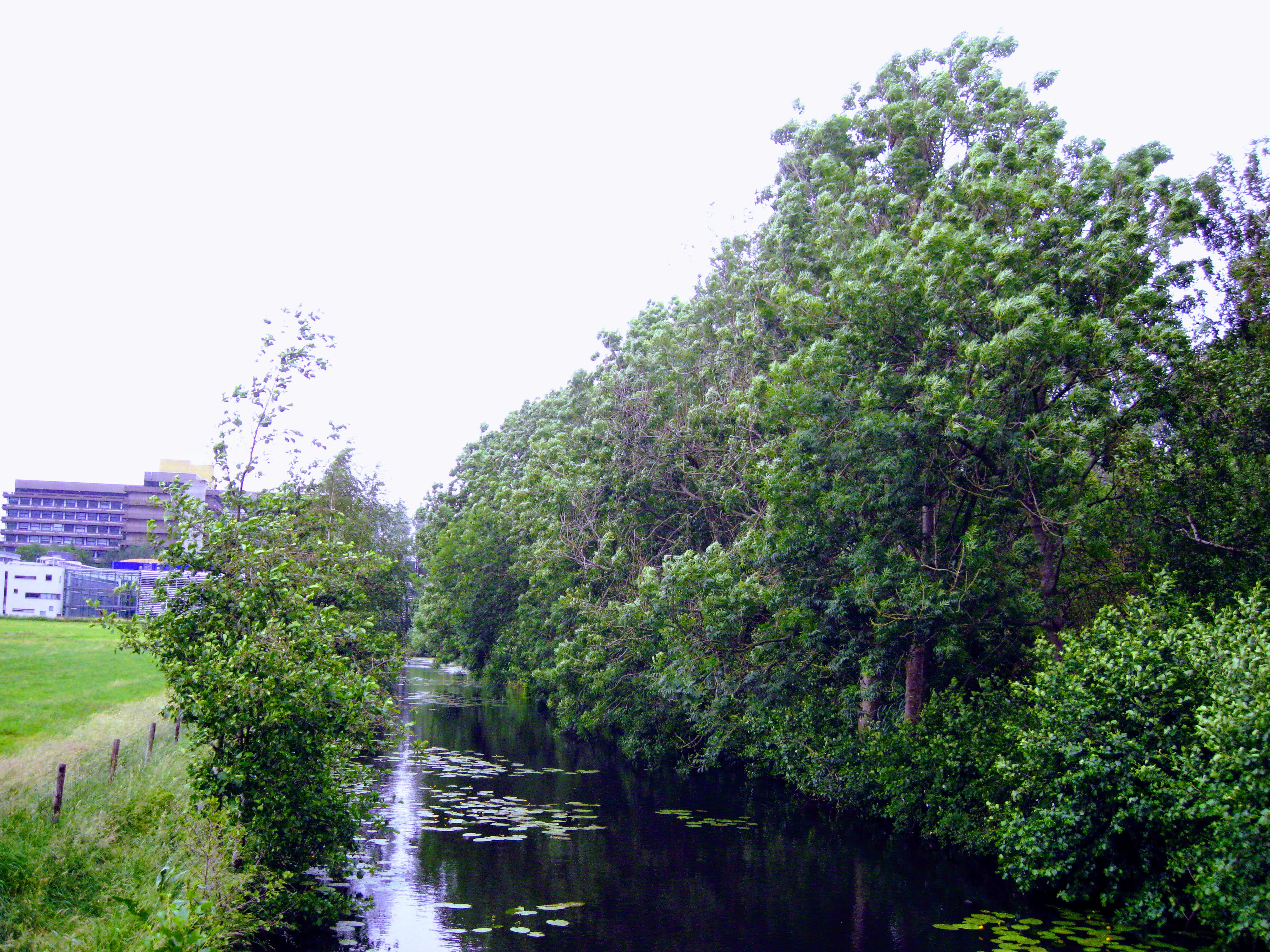
Naast de Driehoek gelegen sloot
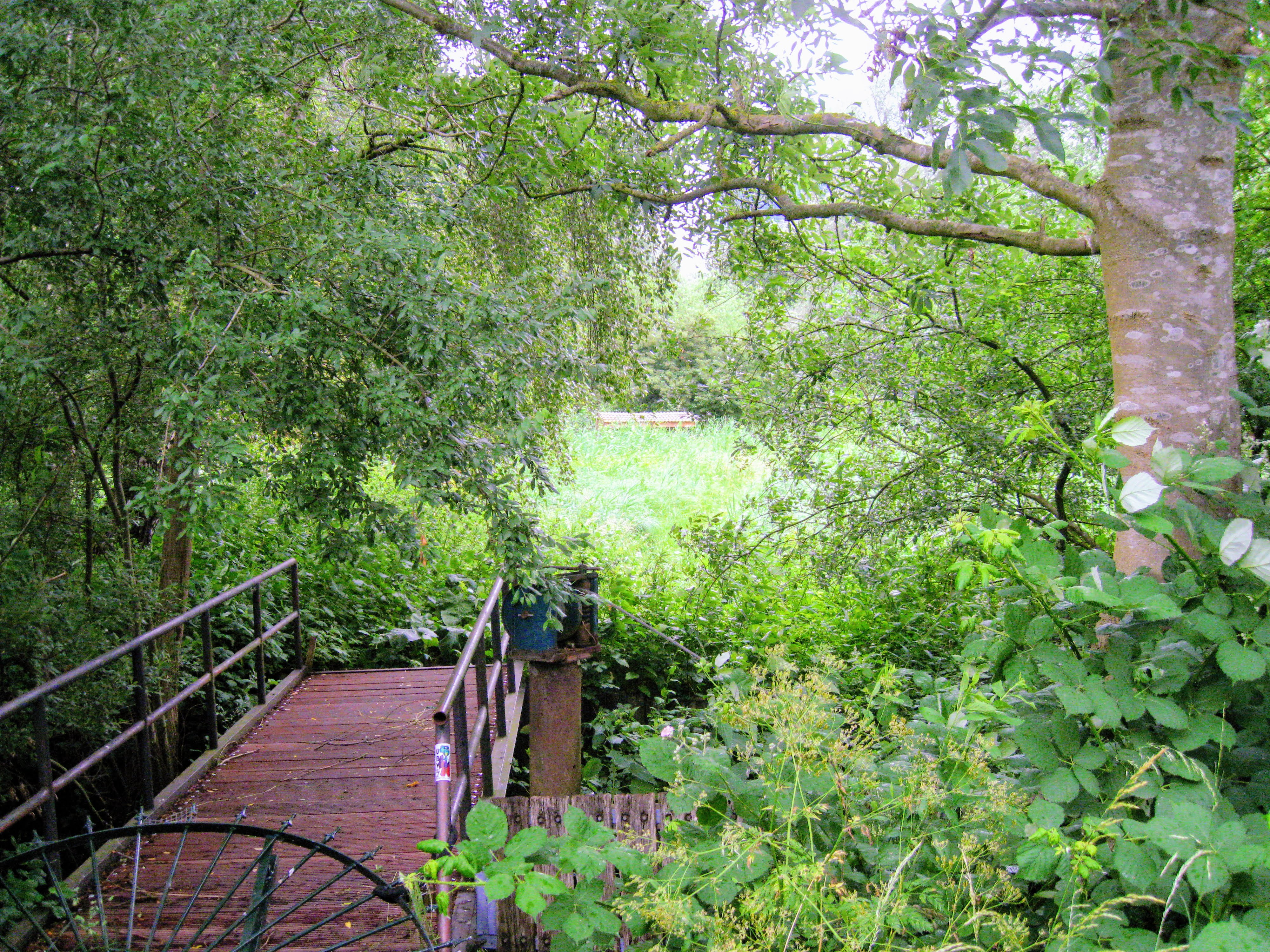
Ingang via de brug aan de zuidzijde
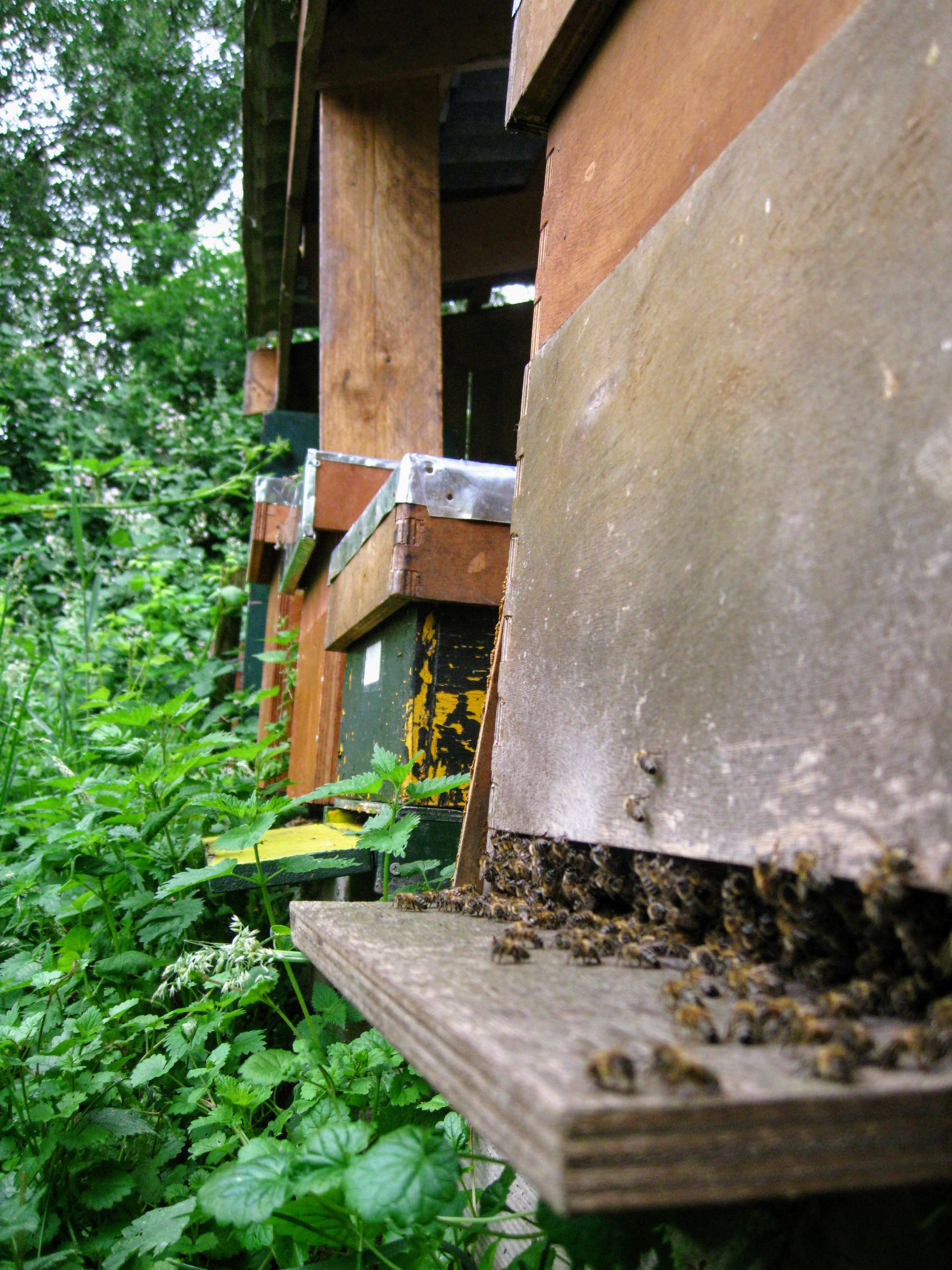
Bijenstal
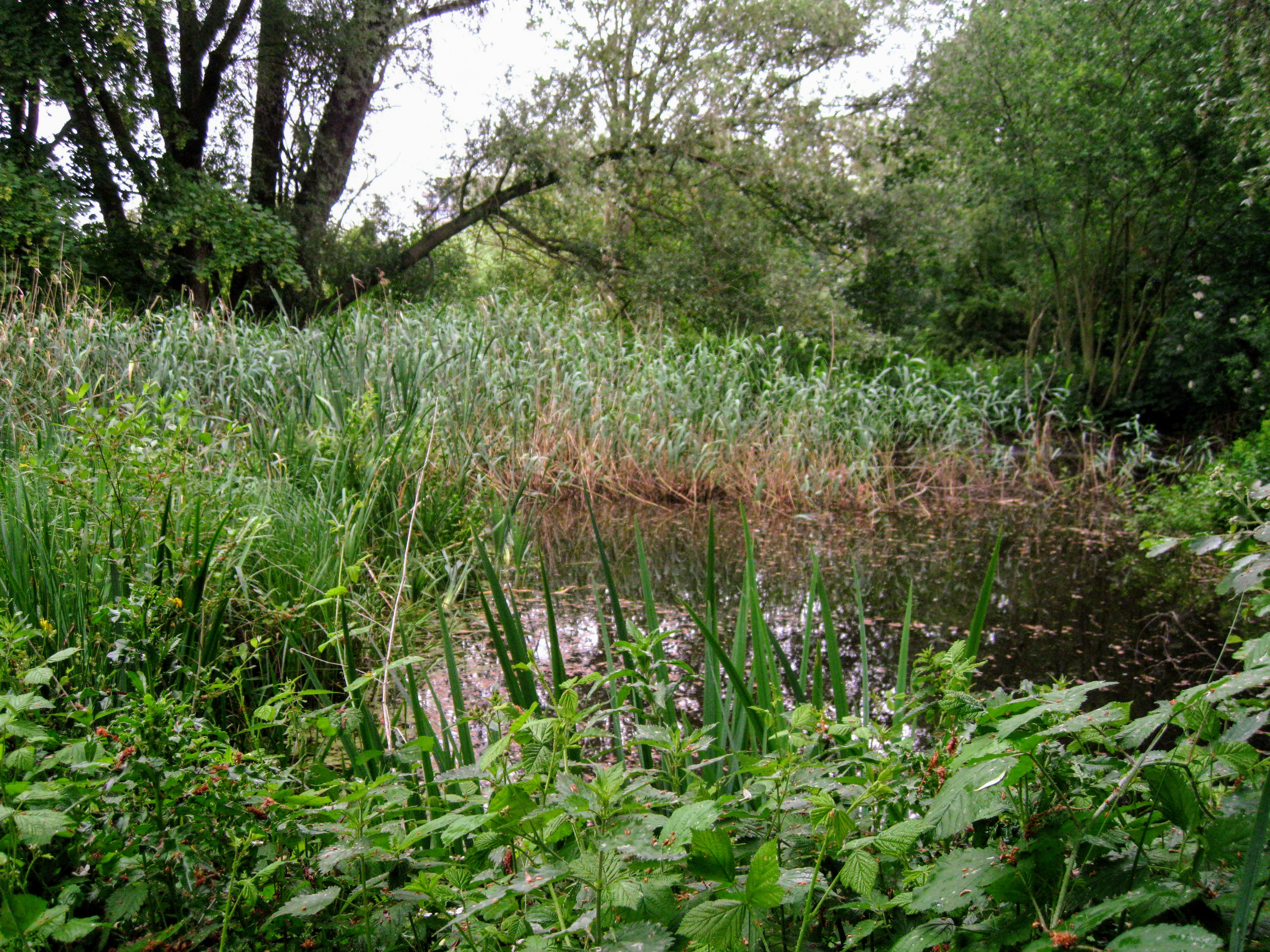
Amfbieënpoel
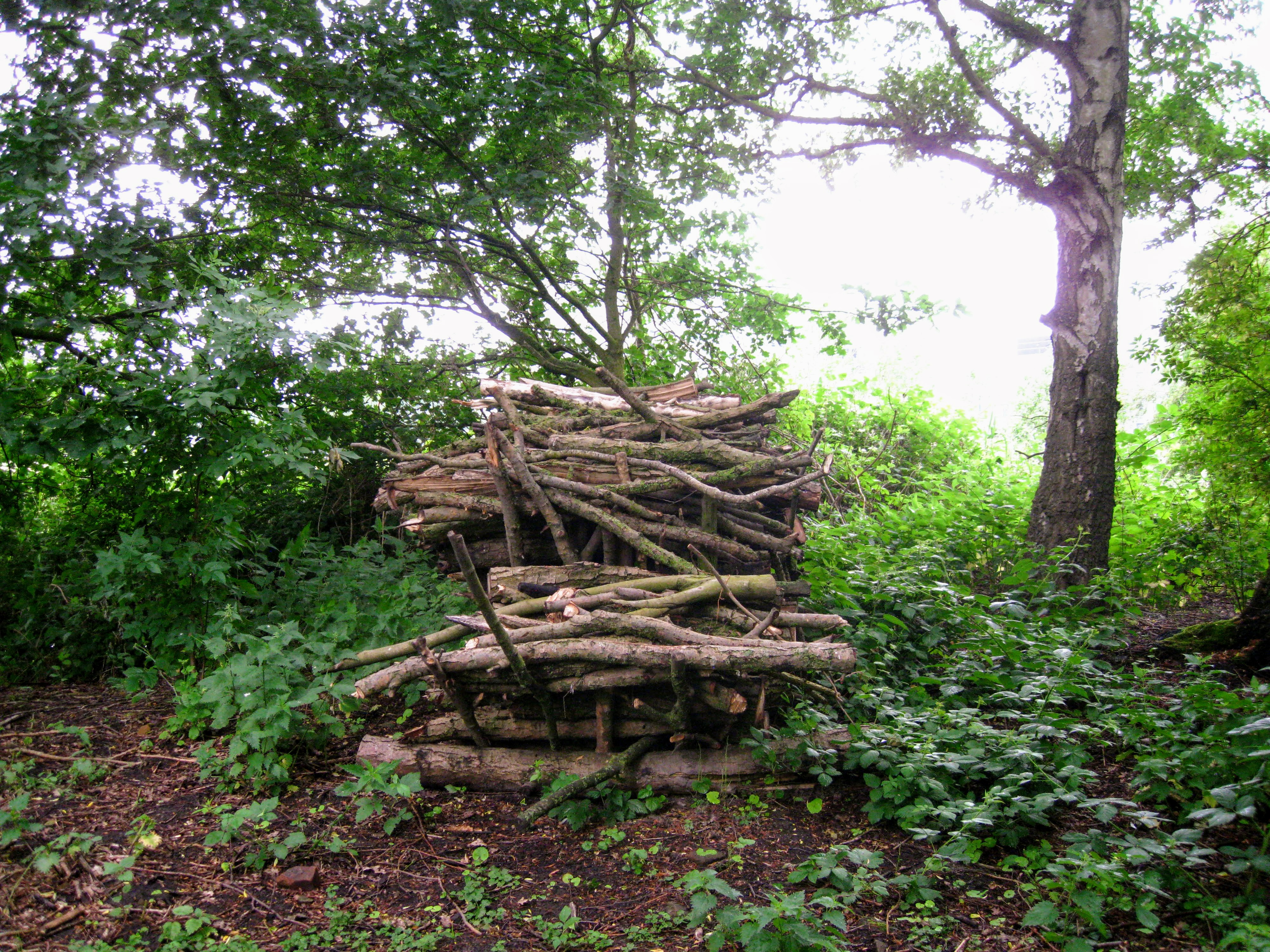
Houtstapel voor insecten en andere dieren
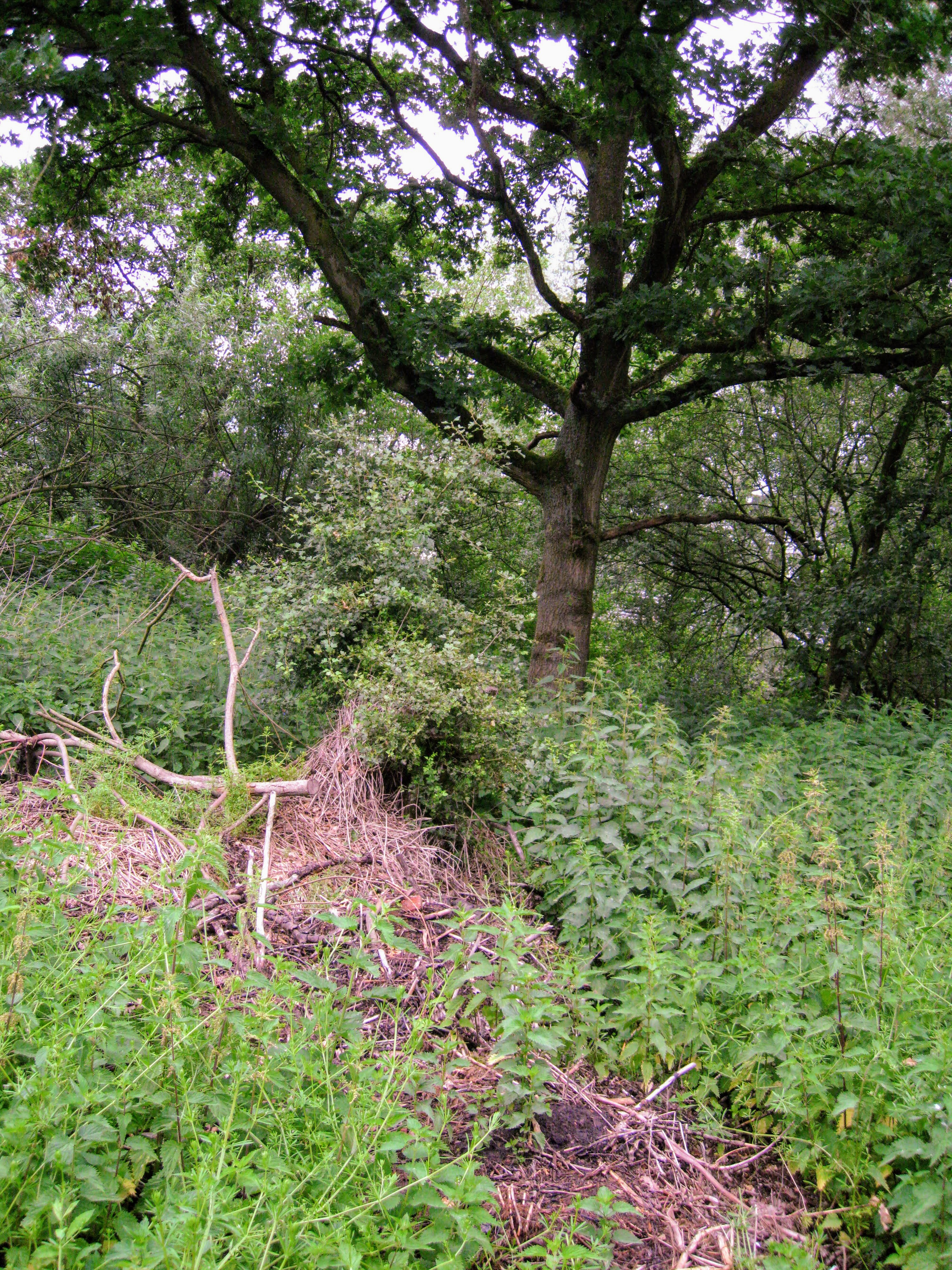
Voor ringslang aangelegde broeihoop
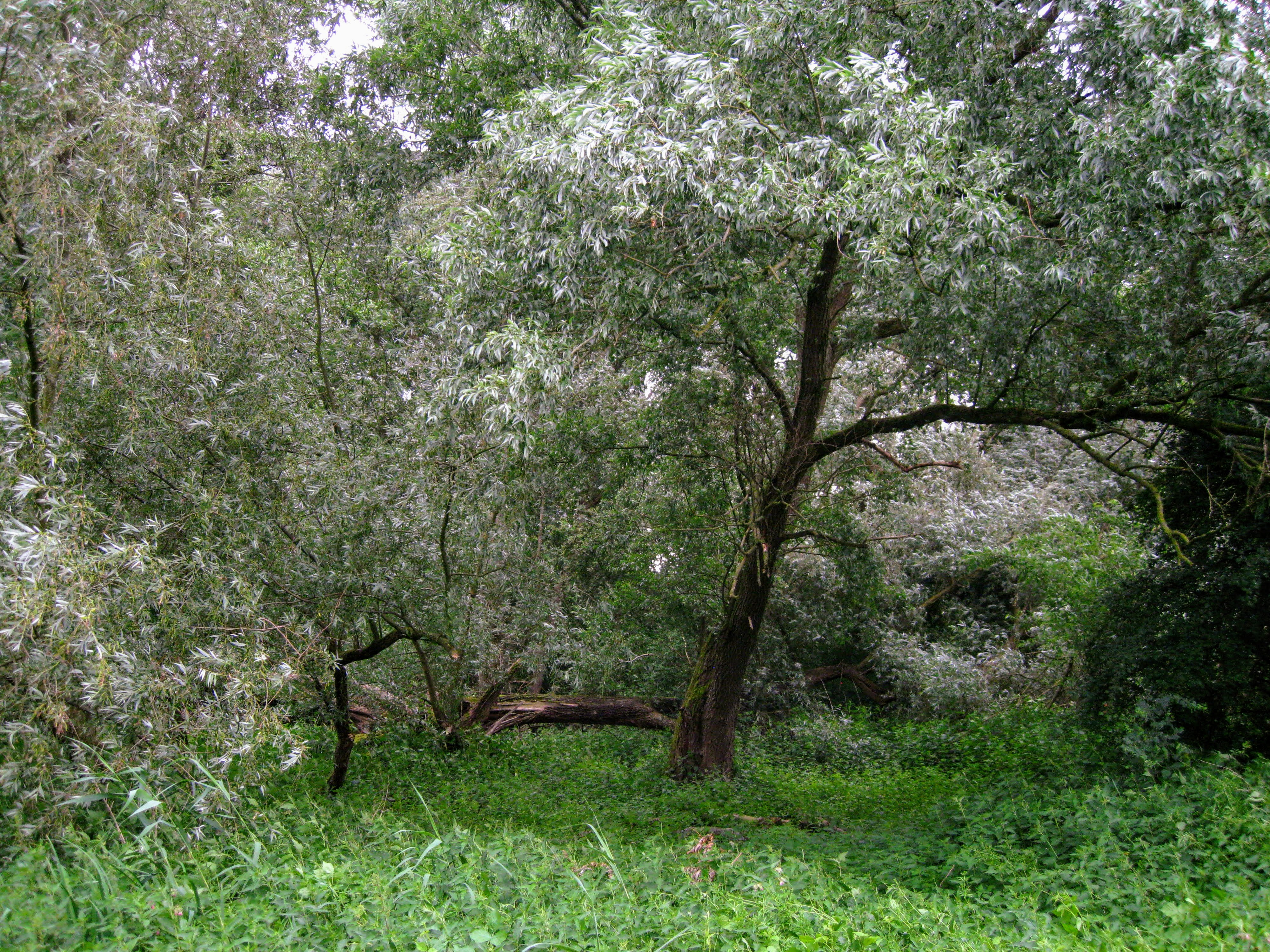
Wilg
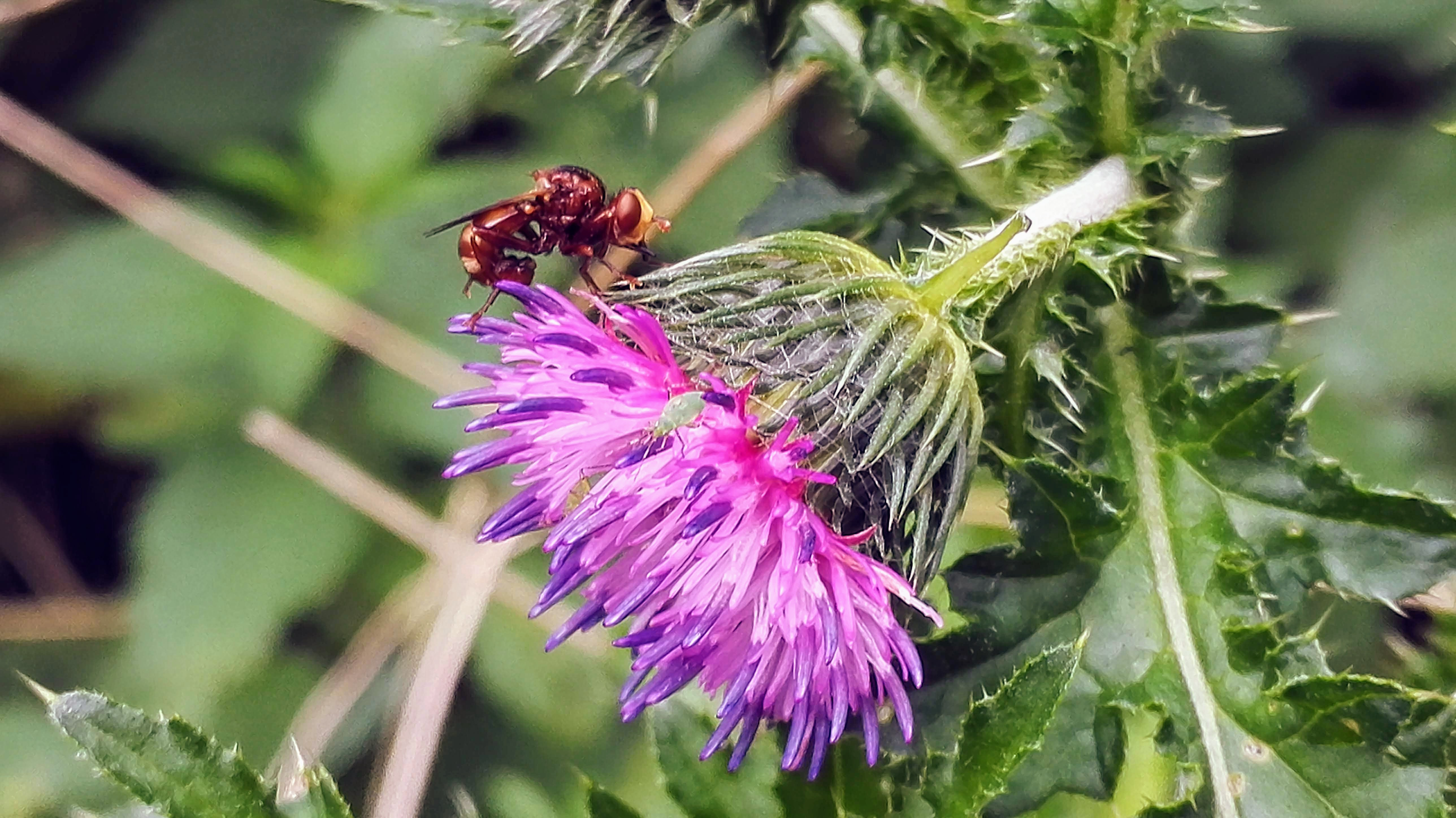
Bestuiver